# Lista de presidentes de Artsaque
O Presidente de Artsaque é o chefe de Estado de facto da República de Artsaque, um Estado com reconhecimento limitado, que faz de jure parte da República do Azerbaijão. Este artigo funciona também como lista de presidentes de facto da República de Artsaque e dos seus precursores no cargo.

## Chefes de Estado de Artsaque (1992–presente)

### Presidente do Parlamento (1992–1994)
| Nº | Presidente                  | Presidente | Início do mandato    | Fim do mandato         | Partido      |
| -- | --------------------------- | ---------- | -------------------- | ---------------------- | ------------ |
| 1  | Artur Mkrtchyan             |            | 7 de janeiro de 1992 | 14 de abril de 1992    | ARF          |
| —  | Georgy Petrosyan (interino) |            | 15 de abril de 1992  | 14 de junho de 1993    | ARF          |
| —  | Garen Baburyan (interino)   |            | 14 de junho de 1993  | 29 de dezembro de 1994 | Independente |

### Presidentes (1994–presente)
| Nº | Presidente                   | Presidente | Eleito         | Início do mandato      | Fim do mandato         | Partido                          |
| -- | ---------------------------- | ---------- | -------------- | ---------------------- | ---------------------- | -------------------------------- |
| 1  | Robert Kocharyan             |            | 1996           | 29 de dezembro de 1994 | 20 de março de 1997    | Independente                     |
| —  | Leonard Petrosyan (interino) |            | —              | 20 de março de 1997    | 8 de setembro de 1997  | Independente                     |
| 2  | Arkadi Ghukasyan             |            | 1997 2002      | 8 de setembro de 1997  | 7 de setembro de 2007  | Independente                     |
| 3  | Bako Sahakyan                |            | 2007 2012 2017 | 7 de setembro de 2007  | 21 de maio de 2020     | Independente                     |
| 4  | Arayik Harutyunyan           |            | 2020           | 21 de maio de 2020     | 1 de setembro de 2023  | Pátria Livre                     |
| -  | Davit Ishkhanyan (interino)  |            | --             | 1 de setembro de 2023  | 10 de setembro de 2023 | Federação Revolucionária Armênia |
| 5  | Samvel Shahramanyan          |            | 2023           | 10 de setembro de 2023 | presente               | Independente                     |